# مسجد خدابنده ایروان
مسجد خدابندهٔ ایروان، ذکر شده توسط محققی به نام عیسی عظیم‌بایوف در سال ۱۹۲۹، مسجدی منسوب به سلطان محمد خدابنده است. به قول عظیم‌بایوف طول، عرض و ارتفاع این مسجد به ترتیب برابر با ۹، ۶ و ۱۲ متر، مصالح اصلی آن متشکل از آجر با محراب نسبتاً کوتاه و کتیبهٔ بالای آن از درخت شاه‌توت بود. تاریخ ساخت و بازسازی آن به حروف ابجد و در کتیبه تاریخ تعمیر آن ۱۶۸۵ و معمر شاه سلیمان عنوان شده‌بود.
وجود چنین مسجدی تنها توسط عیسی عظیم‌بایوف ذکر شده‌است.

## یادداشت
1. ↑  ترکی آذربایجانی: Isa Azimbeyov